# Rahhala
Rahhala (franska: Rahhala (CR), Rahhala (Commune Rurale), arabiska: كوزمت) är en kommun i Marocko.   Den ligger i provinsen Chichaoua och regionen Marrakech-Safi, i den centrala delen av landet, 400 km sydväst om huvudstaden Rabat. Antalet invånare är 6 357.